# Francesco Maria Del Monte

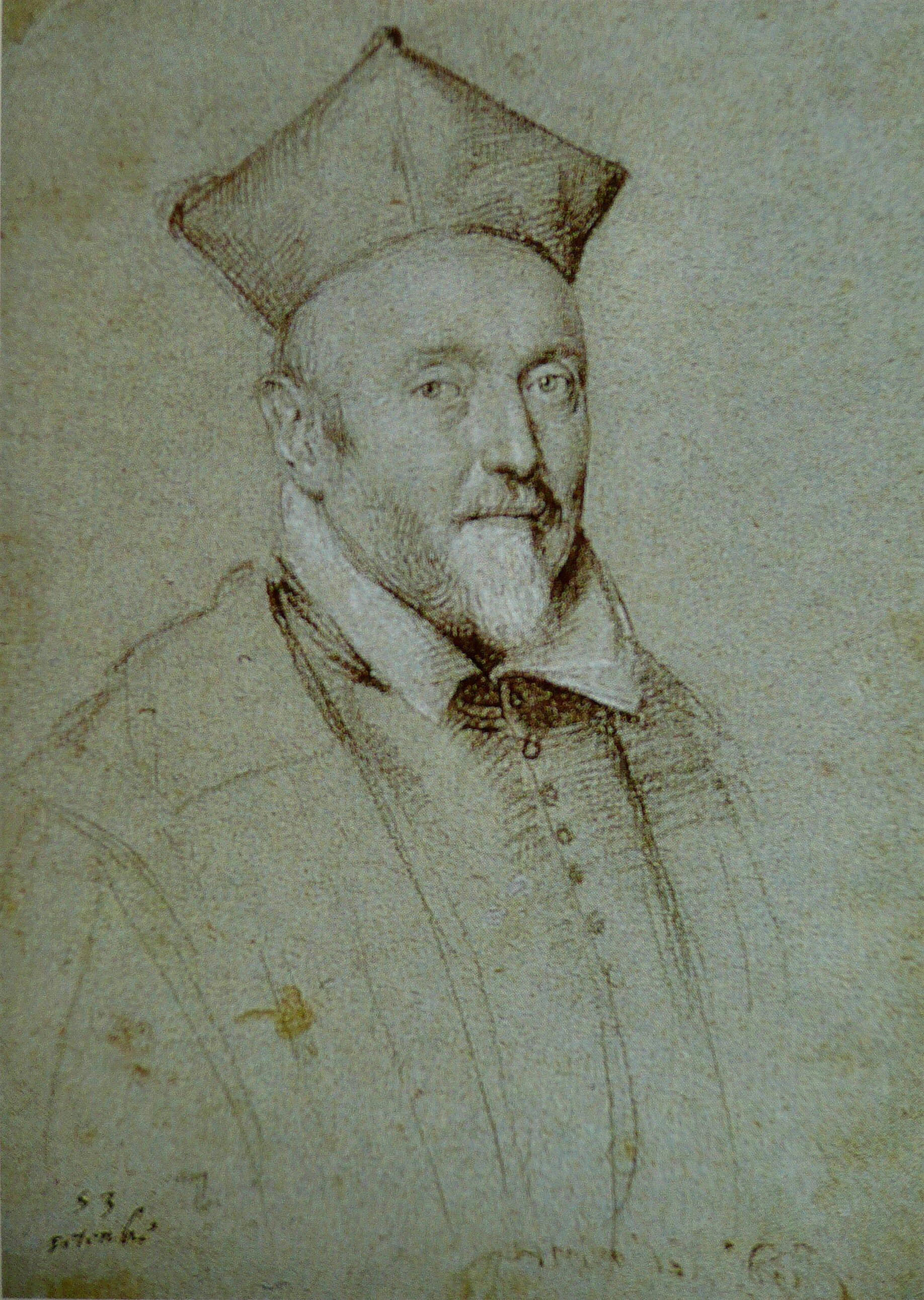
El cardenal Francesco Maria del Monte, en un retrato dibujado por Ottavio Leoni (Museo Ringling, Sarasota).

Francesco Maria Bourbon del Monte Santa Maria (Venecia, 5 de julio de 1549 - Roma, 27 de agosto de 1627) fue un cardenal y diplomático italiano, conocido especialmente por ser mecenas de Caravaggio. De este período proviene la famosa Colección Del Monte, un importante conjunto de obras pictóricas.
Nacido en Venecia, provenía de una aristocrática familia con ascendencia en la Casa de Borbón. Obtuvo un doctorado en leyes y leía en lenguas orientales, hebreo y griego. Fue nombrado cardenal por Sixto V en 1588. Como cardenal sirvió bajo las órdenes de Fernando de Médici, duque de Toscana y apoyó discretamente al bando francés. Asimismo fue prefecto del Colegio cardenalicio desde 1616 hasta su muerte. Participó en ocho cónclaves y estuvo a punto de ser elegido Papa en el de 1621, pero su apoyo al bando francés le provocó el veto por parte de Felipe III de España.
Murió en su palacio de Roma —hoy sede del Senado italiano, el palacio Madama— y fue enterrado en la Iglesia de San Urbano.
Fue también un gran mecenas de las artes, destaca su apoyo a Caravaggio en sus primeros años, quien le dedicó a su mecenas San Francisco de Asís en éxtasis y San Francisco en meditación.